# Vor Frue Sogn (Svendborg Kommune)

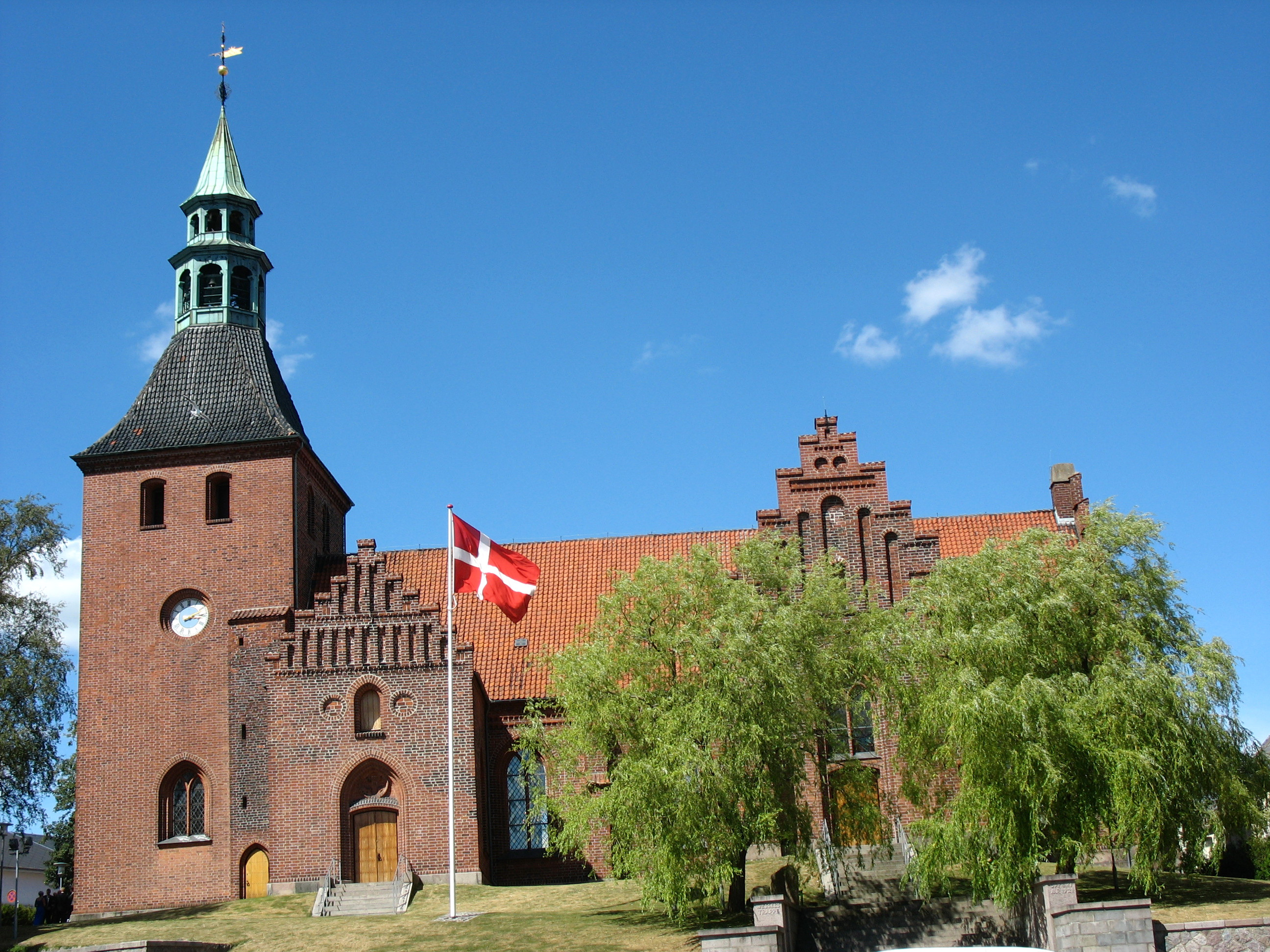
Vor Frue Kirke

Vor Frue Sogn (dt.: Gemeinde Unserer Frau) ist eine Kirchspielsgemeinde (dän.: Sogn)
auf der Insel Fyn (dt.: Fünen) im südlichen Dänemark.
Bis 1970 gehörte sie zur Harde Sunds Herred im damaligen Svendborg Amt, danach zur Svendborg Kommune im
Fyns Amt, die im Zuge der  Kommunalreform zum 1. Januar 2007 in der
„neuen“
Svendborg Kommune in der Region Syddanmark aufgegangen ist.
Von den 27.594 Einwohnern von Svendborg leben 8359 im Kirchspiel Vor Frue (Stand: 1. Januar 2023).
Im Kirchspiel liegt die Kirche „Vor Frue Kirke“  (dt.: Kirche Unserer Frau).
Nachbargemeinden sind im Norden Tved Sogn, im Südosten Fredens Sogn, im Südwesten Sankt Nikolaj Sogn und im Westen Sørup Sogn.